# おとぎの世界旅行
『おとぎの世界旅行』（おとぎのせかいりょこう）は、1960年に製作され、1962年8月25日に東宝系で公開された劇場用アニメ映画。東宝スコープ。上映時間は76分。
キャッチコピーは「マンガの旅は楽しいな おんぼろ車のヨサコイ号で世界をめぐる虹の夢!」

## 概要
『ふくすけ』『ひょうたんすずめ』とヒットを続けたおとぎプロダクションは、決定版とも言うべき作品、それも長編アニメでは初となるオムニバス作品を企画、当初は『隆一おもちゃ箱』という仮題で、「フクちゃん」「王様こじき」「平ちゃんのゴルフ」「プンプン親爺」「ピックルちゃん」の短編5本のオムニバスとして企画された。そして配給元の東宝から撮影用シネスコレンズを貸与され、製作途中の「フクちゃん」「ピックルちゃん」を除く他の作品はワイドで作り直した。更に5本では短いという理由から、新たに2本の短編を追加。結局、タイトルも『おとぎの世界旅行」となり、「ロケット・フクちゃん」「ぴっくるちゃん」「竜巻に好かれた赤いシャツ」「へいちゃんのゴルフ」「勇敢な煙突号」「プンプンおやじ」「ベガー・キング」の7編と決定、上映時間も1時間35分の大作となった。
内容も一般的なセルアニメのほか、写真キャラをアニメートした作品、模型列車を駒撮りした作品とバラエティに富んだものとなり、声優には徳川夢声を特別出演、音楽には團伊玖磨と豪華なスタッフが勢揃いし、1960年暮れに完成した。

### 上映
だが本作が東宝系で公開されたのは、1年半以上たった1962年8月25日、それも東宝創立30周年記念作品の一つである特撮映画『キングコング対ゴジラ』の1週上映延長に伴い、それまでの『私と私』（監督：杉江敏男、主演：ザ・ピーナッツ）に代わっての公開だった。しかも当時の東宝のプレスシートには、挿入される7本の短編と内容が紹介されているのにもかかわらず、公開直前になって「上映時間が長過ぎる」という理由だけで、7本の内「へいちゃんのゴルフ」「プンプンおやじ」がカットされてしまったのである。
力作だったにもかかわらず、「上映まで1年半」「怪獣映画との同時上映」「内容縮小」という憂き目に遭ったおとぎプロは、これをきっかけに『おとぎマンガカレンダー』といった、短編作品に専念せざるを得なくなる。
なお本項では、カットされた2短編についても述べる。

## ストーリー
ソーラン老人とオケサ青年の二人は、世界中の人々にアニメを見てもらうべく、蒸気自動車「ヨサコイ号」に乗って世界一周の旅に出かけた。そして途中で悪人に捕まっていたチョイナ少年を助けて、仲間に加え、ある郊外の村で「ロケット・フクちゃん」を上映した。やがて一行はアフリカに着くが、原住民に襲われ、酋長にフイルムの一部を食べられた。だが映画というものの意味が分かり、「ぴっくるちゃん」を上映すると、一行は命からがら逃げ出した。一行はイタリアに着くと、ベニスで「竜巻に好かれた赤いシャツ」を上映、やがてヨーロッパを巡回すると、ゴビ砂漠を旅し、万里の長城へ到着し、「へいちゃんのゴルフ」を上映、そして日本に着くと、「勇敢な煙突号」を上映した。次にアラスカの最大の劇場で「プンプンおやじ」を上映、最後の地・アメリカ大西部のゴーストタウンで「ベガー・キング」を上映、ところが観客が全て足の無い幽霊と分かって、あわてて逃げ出した。しかし世界一周は大成功、一行はカーニバルの花火に沸き立つ町にたどりついた。

## 短編作品の内容

### ロケット・フクちゃん
- 脚本・動画：秦泉寺博、山本栄一／背景：中原健喜
- アラクマさんがロケットを作った。だがロケットはフクちゃんをさらって飛び、そして鯉のぼりの中にロケットが入って、鯉のぼりはフクちゃんと共に大空を飛んだ。

### ぴっくるちゃん
- 脚本・動画：町山みつひろ、甲藤征史／背景：中原健喜
- カエルのぴっくるが先生カエルや仲間のカエルと共に、水中動物園に行った。だが猛魚が檻を破って大暴れ、ぴっくるは猛魚と戦い、皆を救出した。
- これと「ロケット・フクちゃん」はスタンダードで製作していたため、ワイドには作り直さず、上映時には両端にマスクを掛けて上映した。

### 竜巻に好かれた赤いシャツ
- 大海原から生まれたいたずら好きの竜巻は、漁師の赤いシャツが欲しくなり、強風を吹き付けて赤いシャツを手に入れた。やがて竜巻は日本に上陸して暴れるが、乱暴者の雲助竜巻がシャツをよこせと迫る。しかし富士山が大爆発、シャツだけが舞っていた。
- 富士山付近のシーンには、葛飾北斎の「富嶽三十六景」の一枚「神奈川沖浪裏」を使用。

### へいちゃんのゴルフ
- 脚本・動画：岡田英美子
- へいちゃんがゴルフ場に行く。ヤスコちゃんがキャディ役。だがボールが池に落ちたり、カメが出てきたり…。
- 「へいちゃん」とは横山隆一の四男・隆平（製作当時小学一年生）、「ヤスコちゃん」とは隆一の四女・泰子（当時幼稚園児）。この二人を写真に撮り、切り抜いてアニメートした作品。

### 勇敢な煙突号
- 蒸気機関車の「煙突号」は、明治時代より元気に働いていた。だが昭和になり、年老いて引退の時がやってくる。だが…。
- 模型マニアの隆一が長年かかって集めた模型の汽車を、駒撮りでアニメートした。
- 特別出演の徳川夢声は、このシーンのナレーションを担当。

### プンプンおやじ
- 脚本・撮影：小松義幸
- プンプンおやじがギャングに撃たれて昇天、プンプンの魂は天国へ昇り、神様から保安官のバッジをもらい、ギャングを追跡。

### ベガー・キング
- 脚本・背景・動画：鈴木伸一、山田幸弘
- 平和なこじき王国にロケットが堕ちて来た。宇宙の星をダイヤモンドだと思っていた王は、このロケットを改造し、宇宙へ飛び立った。

## キャスト
- 木下秀雄
- 辻村真人
- 上田敏也
- 関根信昭
- 真野純
- 堀絢子
- 牧村右子
- 徳川夢声（特別出演）

## スタッフ
- 製作：おとぎプロダクション、横山隆一
- 監督：横山隆一
- 監督助手：鈴木伸一
- 動画：鈴木伸一、町山充弘、秦泉寺博、山本栄一（現：瑛一）、甲藤征史、山田幸弘、滝口明治、斎藤博、島村幸重、岡田英美子
- 背景：中原健喜、鈴木伸一
- トレース：永田敏郎
- トレース・彩色：長井克子、関根スミ子、木村協子、玉井縫子、前田道子、佐藤松子、小山昭子、市原タイ子、太田喜美子、赤塚イシ子、塩野千鶴子、
- 撮影：小松義幸
- 録音：国島正男
- 音楽：團伊玖磨

## 備考
- 一般公開でのオリジナル版は上映出来なかったが、完成して半年後の1961年7月15日によみうりホールで行われた「漫画集団結成30周年記念祭」では、オリジナル版が上映された。
- 1週間とはいえ、特撮映画と長編アニメが2本立てで公開されたのは、東宝では初である。
- 横山隆一自身によりコミカライズされ、昭和36年に集英社より単行本が発行された（全国書誌番号:45035217）。

## 同時上映
『キングコング対ゴジラ』
- 脚本：関沢新一／特技監督：円谷英二／監督：本多猪四郎／主演：高島忠夫